# François Craenhals
François Craenhals, född 15 november 1926, död 2 augusti 2004, var en belgisk serietecknare. På svenska har sju album av Riddar Eldhjärta utgivits.